# Torretta (Italia)
Torretta (Italia) es una localidad italiana de la provincia de  Palermo, región de Sicilia, con 4.042 habitantes.

## Evolución demográfica
| Gráfica de evolución demográfica de Torretta entre 1861 y 2001 |
|                                                                |
| Fuente ISTAT - Elaboración gráfica por parte de Wikipedia      |